# Trichopoda christenseni
Trichopoda christenseni är en tvåvingeart som först beskrevs av Blanchard 1966.  Trichopoda christenseni ingår i släktet Trichopoda och familjen parasitflugor. Inga underarter finns listade i Catalogue of Life.